# Dia de reflexão
Dia de reflexão é a designação dada em Portugal ao dia imediatamente antes daquele em que decorre o ato eleitoral, durante o qual está vedado às formações partidárias o apelo direto ao voto. Embora não esteja consagrado enquanto tal na legislação, é uma consequência direta da regra legal que estipula o início e o fim da campanha eleitoral, às 24h da antevéspera do dia das eleições, em vigor desde 1975.
A proibição consta do n.º 1 do artigo 141.º da Lei Eleitoral da Assembleia da República, que dispõe que  “aquele que no dia da eleição ou no anterior fizer propaganda eleitoral por qualquer meio será punido com prisão até seis meses”, sendo multado num valor que oscila entre 2,49 euros a 24,94 euros.
Embora as várias leis eleitorais apenas proíbam a propaganda na véspera de eleições, desde 1982 que a interpretação desta lei se tem vindo a modificar, quando a Comissão Nacional de Eleições (CNE) entendeu que a proibição de propaganda eleitoral significava a impossibilidade de transmitir “notícias, reportagens ou entrevistas que de qualquer modo possam ser entendidas como favorecendo ou prejudicando um concorrente às eleições, em detrimento ou vantagem de outro”. Em 2014, a CNE foi ainda mais longe nesta interpretação, pronunciando-se especificamente sobre o Facebook: “tratando-se quer de cronologias pessoais quer de páginas do Facebook, elas não podem registar qualquer acção de propaganda praticada após as 00h00 da véspera da eleição”, a não ser em posts reservados a “amigos” ou “amigos dos amigos”.
As dúvidas sobre a sua utilidade têm vindo a aumentar, tendo em conta a omnipresença da propaganda política nas redes sociais, e a criação do voto antecipado. Em março de 2021, a Iniciativa Liberal elaborou um projeto de lei visando acabar com o dia de reflexão, por entenderem que este dia representa um “paternalismo estatal”, e uma lei anacrónica. O projeto recebeu a simpatia de várias bancadas, entre as quais as do CDS e do PS. A 22 de abril, o projeto de lei foi proposto a votação pela Assembleia da República, sendo rejeitado com votos contra do PS, do PSD, do PCP, do CDS-PP e do PEV, votos a  favor do BE, do Chega!, do IL e das Deputadas não inscritas Cristina Rodrigues e Joacine Katar Moreira, e a abstenção do PAN.
A 29 de  janeiro de 2022, por ocasião do dia de reflexão das eleições legislativas de 2022, e aproveitando a habitual mensagem de apelo ao voto, o Presidente da República português, Marcelo Rebelo de Sousa, defendeu a “oportuna reponderação” do dia de reflexão na véspera das eleições, que considera ter sido pensado para "outra época e outras preocupações", assim como uma revisão da lei eleitoral, por se revelar rígida em tempos de pandemia. O voto antecipado, realizado a 17 daquele mês, não foi abrangido pela regra legal, para ele não existindo, por isso, dia de reflexão.